# Swieqi
Swieqi (forma estesa maltese Is-Swieqi in italiano storico anche Suiechi) è una località situata nella parte nord-est di Malta con una popolazione di 7 749 abitanti.
Swieqi confina ad ovest con Gargur, a sud con San Giovanni, ad est con San Giuliano, a nord con Pembroke.
Il sindaco di Swieqi è Noel Muscat. Le prossime elezioni locali per l'elezione di 9 consiglieri sono previste per il 2018, anno delle elezioni del governo.
Il club di calcio è il Swieqi United F.C..